# Městská knihovna Rokycany
Městská knihovna Rokycany je veřejná knihovna s univerzálním fondem, jejímž zřizovatelem je město Rokycany. Instituce poskytuje knihovnické a informační služby. Jako pověřená knihovna také obsluhuje celkem 56 dalších knihoven (z toho 7 profesionálních) regionu Rokycansko.

## Současnost
V celostátní soutěži Kamarádka knihovna získala instituce v roce 2019 druhé místo za jedno z nejlepších dětských oddělení knihovny v České republice.
V roce 2022 měla knihovna 2454 čtenářů, z tohoto počtu bylo 1010 dětí do 15 let. Ve stejném roce bylo evidováno 72062 návštěv knihovny a čtenáři si vypůjčili celkem 90 367 dokumentů. Velikost knihovního fondu činila 108 221 dokumentů.

## Oddělení knihovny
- Oddělení pro dospělé
- Dětské oddělení
- Studovna a čítárna
- Hudební a internetové oddělení
- Regionální služby

## Služby
- půjčování knih, časopisů, periodik, audiovizuálních médií, e-knih, deskových her, map
- kopírování, skenování, tisk
- meziknihovní výpůjční služba
- PC a přístup k internetu
- donášková služba pro znevýhodněné občany
- semínkovna
- Národní digitální knihovna NDK

### Vzdělávání
- tematické besedy a přednášky
- literární pořady
- autorská setkání se spisovateli a ilustrátory
- knihovnické lekce pro školy
- lekce trénování paměti

### Kultura
- Pasování prvňáčků na čtenáře
- Březen Měsíc čtenářů
- Noc s Andersenem
- Den pro dětskou knihu
- Týden knihoven
- literární soutěž Rokycanský písmák[6]
- výstavy, soutěže a akce pro děti[7]